# Водомерки (инфраотряд)
Водомерки (лат. Gerromorpha) — инфраотряд полужесткокрылых насекомых из подотряда клопов (Heteroptera). Благодаря модифицированному строению конечностей, способны бегать по плёнке поверхностного натяжения. Gerromorpha живут в тесной ассоциации с водоёмами (как правило, пресными), питаясь преимущественно упавшими в воду беспозвоночными. Пять видов водомерок из рода Halobates распространены в открытом океане. Некоторые представители группы способны нырять. К инфраотряду относят около 1900 видов. Ископаемые представители известны из отложений мелового периода. Наиболее известные Gerromorpha — водомерки (Gerridae).

## Таксономия
В Gerromorpha включают восемь семейств, объединяемых в четыре надсемейства:
- Mesovelioidea
  - Mesoveliidae — мезовелии
- Hebroidea
  - Hebridae — гебриды
- Hydrometroidea
  - Paraphrynoveliidae
  - Hydrometridae — палочковидные водомерки[2]
  - Macroveliidae
- Gerroidea
  - Hermatobatidae
  - Gerridae — водомерки
  - Veliidae — велии